# Лайанс, Жорж де
Жорж де Лайа́нс (Лайя́н, фр. Georges de Layens, 1834—1897) — французский пчеловод и ботаник.

## Биография
Жорж де Лайанс родился в Лилле 6 января 1834 года. Учился механике в парижском Колледже Сент-Барб. Примерно с 1862 года посещал курсы по лесоводству в Люксембурге, а также курсы Анри Аме (Henri Hamet, 1815—1889) по пчеловодству, имел возможность практиковаться на пасеке Аме в Мёдоне.
В 1865 году на выставке в Париже Лайанс приметил улей-лежак с горизонтальными рамками, выставленный Тьерри-Мьегом. Он немного расширил этот улей, который впоследствии приобрёл широкую популярность под названием «улей Лайанса» (или «альпийский улей»), хотя сам Лайанс никогда не называл себя его изобретателем.
С 1869 года Лайанс на протяжении четырёх лет жил в Альпах, известных большим разнообразием медоносных растений. В 1873 году переехал в Париж. В 1896 году из-за ухудшившегося состояния здоровья уехал на юг Франции, в Ниццу.
23 октября 1897 года Жорж де Лайанс скончался.
В 1887 году вышла книга Лайанса и его друга, профессора Сорбонны, Гастона Боннье (1853—1922), Nouvelle flore. Она многократно перерабатывалась и переиздавалась, в 1944 году вышло 14-е издание этой книги.

## Некоторые публикации
- Layens, G. Élevage des abeilles. — Paris, 1874. — 248 p.
- Bonnier, G.; Layens, G. Nouvelle flore. — Paris, 1887. — 271 p.
- Bonnier, G.; Layens, G. Petite flore des écoles, contenant les plantes les plus communes, ainsi que les plantes utiles et nuisibles. — Paris, 1889. — 144 p.
- Bonnier, G.; Layens, G. Cours complet d'apiculture. — Paris, 1897. — 439 p.